# François Louis de Bons

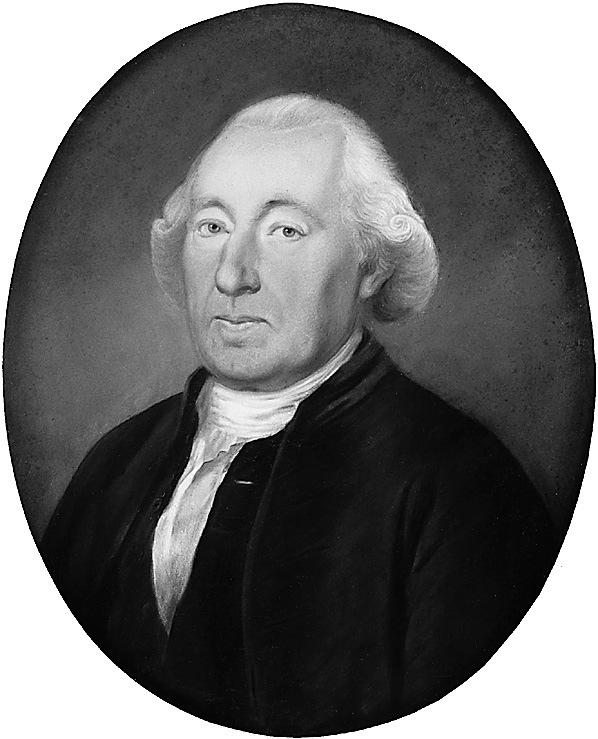
François Louis de Bons, um 1760

François Louis de Bons (* 17. Februar 1723 in Murten; † 8. Juli 1797 in Lausanne) war ein Schweizer evangelischer Geistlicher und Hochschullehrer.

## Leben

### Familie
François Louis de Bons entstammte der Adelsfamilie de Bons und war der Sohn des Pfarrers Jean Louis de Bons (* 30. Oktober 1683 in Lausanne; † 1759 in Meyriez) und dessen Ehefrau Suzanne, Tochter von Jean Louis Gaudard († nach 1734), Säckelmeister von Lausanne.
Er heiratete 1759 in London die Hugenottin Elisabeth (geb. Loubier) (1722–1783); gemeinsam hatten sie zwölf Kinder, zu diesen gehörte unter anderem der spätere General Jean-Louis de Bons (* 9. Oktober 1762 in Lausanne; † 1810 in Spanien).
1773 erwarb er ein Gut in Valency bei Lausanne.

### Werdegang
François Louis de Bons besuchte die Schule in Lausanne und immatrikulierte sich 1738 an der Akademie Lausanne zu einem Theologiestudium, dass er seit dem 24. November 1745 in Leiden fortsetzte.
Nach seinem Studium wurde er 1747 konsekriert und Pfarrer in Lausanne, bis er 1751 zum Pfarrer der wallonischen Kirche in London ernannt wurde. Nach seiner Rückkehr nach Lausanne unterrichtete er ab 1761 Praktische Theologie an der dortigen Akademie, deren Rektor er 1780 wurde. Von 1783 bis zu seinem Tod war er Präsident des Leitungskomitees des Französischen Seminars in Lausanne.
Er war einer der vier Hauptmitarbeiter der von 1766 bis 1767 in Lausanne herausgegebenen Zeitschrift Aristide ou le Citoyen und veröffentlichte anonym einige Artikel.
Unter anderem war er bekannt mit Samuel Auguste Tissot, François-Louis Allamand, Antoine Polier de Saint-Germain, Gabriel Seigneux de Correvon und Herzog Ludwig Eugen von Württemberg.

## Schriften (Auswahl)
- Sermons sur les matiéres les plus importantes de la religion, contenues dans le chapitre VIII de l'épitre aux Romains. Lausanne, J. P. Heubach, 1774–1776.